# Dromore
Dromore (irl. Droim Mór) – miasto w Wielkiej Brytanii (Irlandia Północna); w hrabstwie Down, położone nad rzeką Lagan. Według danych szacunkowych na rok 2010 liczy 6 765 mieszkańców.